# Semiparlamentarismo

Israel foi o único país a utilizar este sistema de governo.

O sistema semiparlamentar é um sistema de governo em que, tanto o chefe de governo como o legislativo, são eleitos diretamente pelos eleitores ou um sistema de governo em que a legislatura é dividida em duas câmaras diretamente eleitas - uma que tem o poder de destituir os membros do executivo por meio de voto de censura e a outra que não tem. O primeiro foi proposto pela primeira vez por Maurice Duverger, que o usou para se referir a Israel de 1996-2001. O segundo foi identificado pelo académico alemão Steffen Ganghof. No entanto, o primeiro-ministro pode ser demitido por um moção de censura, mas, isso efetivamente causa uma eleição antecipada tanto para o primeiro-ministro quanto para o legislativo (uma regra comumente expressa pelo princípio aut simul stabunt aut simul cadent, latim para "ficarão juntos ou cairão juntos").
Como os sistemas semipresidencialistas, os sistemas semiparlamentares são uma forma fortemente racionalizada de sistemas parlamentares. Depois de Israel abolir a eleição direta do primeiro-ministro em 2001, não existem sistemas semiparlamentares no mundo; no entanto, um sistema de primeiro-ministro é usado em cidades e vilas israelenses e italianas para eleger prefeitos e conselhos. Existem dois exemplos nacionais e cinco subnacionais do outro tipo de semiparlamentarismo que ainda existe hoje - os exemplos nacionais da Austrália e do Japão e os exemplos subnacionais dos cinco estados australianos. 

## Funcionamento
Os sistemas parlamentares originaram-se nas monarquias constitucionais, nas quais o governo era duplamente responsável perante o parlamento e o rei: a pluralidade de opiniões das assembleias eleitas era então equilibrada pela direção do monarca. Com o tempo, o poder dos monarcas hereditários passou a ser entendido como insustentável numa democracia, levando muitas monarquias constitucionais a evoluir para repúblicas parlamentares, enquanto nas demais o monarca se tornou uma figura cada vez mais cerimonial: independentemente da presença de um chefe de estado eleito ou não, o parlamento foi assim estabelecido como a instituição dominante.
Na sua forma mais básica, os sistemas parlamentares tendem a ser bastante anárquicos, como nos casos bem conhecidos da Terceira e Quarta repúblicas francesas. A atitude dos parlamentos para com os governos é essencialmente oposta, visto que as assembleias eleitas são frequentemente incapazes de tomar decisões enérgicas cujas vantagens só serão percebidas no futuro, mas cujas desvantagens são imediatamente experimentadas pelos eleitores. Isso exige uma forte racionalização dos sistemas parlamentares, como o que se desenvolveu no Reino Unido, onde o monarca hereditário foi efetivamente substituído por um "monarca eleito", ou seja, o primeiro-ministro.
Sendo amplamente baseado em convenções, o sistema de Westminster não pode ser facilmente replicado noutros países. Na sua proposta de 1956, Maurice Duverger sugeria que a França poderia alcançar a estabilidade governamental por meio da eleição direta do Primeiro-Ministro, que ocorreria ao mesmo tempo que a eleição legislativa, por meio de boletim de voto à parte. O primeiro-ministro e sua maioria parlamentar de apoio precisariam de ser inseparáveis durante toda a duração da legislatura: em caso de moção de censura, renúncia forçada ou dissolução do parlamento, uma eleição rápida seria realizada para ambos a Assembleia e o Primeiro-Ministro.
A eleição direta do primeiro-ministro, por si só, não seria suficiente para garantir a estabilidade do governo: um segundo turno eleitoral deveria ser empregado para que os eleitores pudessem expressar suas preferências ideológicas no primeiro turno e designar a maioria no segundo. A lei eleitoral daria então ao Primeiro-Ministro uma maioria parlamentar.
Sob Charles de Gaulle, a França adotou uma racionalização diferente de governo parlamentar, chamada sistema semipresidencialista. A proposta de Duverger permaneceu sem nome até que o cientista político francês a chamou de "semiparlamentar" em 1996.

### Principais características dos sistemas de primeiro-ministro
- A legislatura e o chefe do governo são eleitos simultaneamente pelo povo;
- Pode existir um chefe de estado separado com funções cerimoniais (como na maioria dos sistemas parlamentares);
- A legislatura tem o poder de demitir o chefe do governo com uma moção de censura(como num sistema parlamentar);
- O mandato da legislatura e o do chefe do governo coincidem: se o chefe do governo renunciar ou for demitido pela legislatura, a legislatura será automaticamente dissolvida;
- A lei eleitoral pode garantir que os partidos que apoiam o chefe de governo eleito diretamente obtenham a maioria dos assentos na legislatura.

## Exemplos

### Administrações locais italianas
Em 1993, a Itália adotou uma nova lei eleitoral introduzindo a eleição direta de prefeitos, em conjunto com os conselhos municipais. Num único boletim de voto, o eleitor pode expressar dois votos, um para o prefeito e outro para o conselho. O prefeito é eleito em dois turnos: no primeiro turno, elege-se o candidato que obtiver a maioria absoluta dos votos válidos; se nenhum candidato obtiver maioria absoluta, é realizado um segundo turno entre os dois candidatos mais bem classificados. Os conselhos são eleitos por representação semi-proporcional: o partido ou coligação vinculado ao prefeito eleito recebe pelo menos 60% dos lugares, enquanto os demais partidos são alocados de forma proporcional. Isso garante a existência de uma maioria estável para o prefeito: o conselho pode destituir o prefeito com maioria absoluta de votos, mas neste caso também causa sua própria dissolução e uma eleição instantânea.
Em 1999, uma reforma constitucional introduziu a eleição direta de presidentes regionais, cujo mandato está vinculado ao dos conselhos regionais da mesma forma que no caso dos prefeitos e conselhos municipais.

### Eleição direta do Primeiro Ministro de Israel (1996-2001)
Durante o décimo terceiro Knesset (1992–1996), Israel decidiu realizar uma votação separada para o primeiro-ministro, seguindo o modelo das eleições presidenciais americanas. Este sistema foi instituído em parte porque o sistema eleitoral israelense torna quase impossível para um partido ganhar a maioria. No entanto, nenhum bónus de maioria foi atribuído ao partido de apoio do primeiro-ministro: portanto, ele foi forçado a obter o apoio de outros partidos no Knesset.
Como isso efetivamente acrescentou rigidez ao sistema sem melhorar sua estabilidade, a eleição direta do primeiro-ministro foi abolida após as eleições de 2001.
Este sistema foi descrito por alguns como um antimodelo dos sistemas de primeiro-ministro. Em Israel, as leis básicas permitiam, sob certas condições, eleições especiais apenas para o primeiro-ministro, sem dissolução do Knesset: na prática, ocorreram até oito eleições especiais em apenas alguns anos, o que constitui um afastamento considerável do o princípio simul simul. Por esta razão, a versão israelense do sistema do primeiro-ministro nunca foi considerada funcional

### Sistema 'Washminster' da Austrália
A Austrália é, em muitos aspectos, um híbrido único com influências da Constituição dos Estados Unidos, bem como das tradições e convenções do sistema de Westminster e algumas características indígenas. A Austrália é excepcional porque o governo enfrenta uma câmara alta totalmente eleita, o Senado, que deve estar disposto a aprovar toda a sua legislação. Embora o governo seja formado na câmara baixa, a Câmara dos Representantes, o apoio do Senado é necessário para governar. O Senado mantém a capacidade semelhante à detida pela Câmara dos Lordes britânica, antes da promulgação da Lei do Parlamento de 1911, de bloquear o fornecimento contra o governo da época. Um governo que não consegue obter apoio pode ser demitido pelo governador-geral: no entanto, isso geralmente é considerado um último recurso e é uma decisão altamente controversa a se tomar, dado o conflito entre o conceito tradicional de confiança derivado da câmara baixa e a capacidade do Senado de bloquear o fornecimento. Muitos cientistas políticos sustentaram que o sistema de governo australiano foi conscientemente concebido como uma mistura ou híbrido dos sistemas de governo de Westminster e dos Estados Unidos, especialmente porque o Senado australiano é uma câmara alta poderosa como o Senado dos Estados Unidos; essa noção é expressa no apelido "a mutação Washminster". A capacidade das câmaras superiores de bloquear a legislação também se verifica nos parlamentos da maioria dos estados australianos. 

## Sistemas relacionados
Muitas democracias parlamentares conseguiram aumentar o poder do chefe de governo sem recorrer à eleição direta, geralmente combinando um sistema eleitoral seletivo com poderes constitucionais adicionais para o primeiro-ministro. Por exemplo, na Alemanha, a presença de um sistema partidário suficientemente simples, combinado com a moção de censura construtiva e a possibilidade de o chanceler federal exigir a dissolução do Bundestag em caso de derrota de uma moção de confiança, trouxe muitos governos estáveis. Na Espanha, a presença de uma lei eleitoral seletiva que produziu maiorias parlamentares de partido único por várias décadas, causou uma eleição direta de facto do primeiro-ministro (ou seja, o líder do partido da maioria), que também tem o poder constitucional de dissolver o parlamento. Em contraste, o Reino Unido pode estar a regressar a um sistema parlamentar mais clássico após a aprovação do Fixed-term Parliaments Act 2011, com o qual o primeiro-ministro perdeu o poder de dissolver a Câmara dos Comuns
A lei eleitoral italiana aprovada em 2015 é baseada num sistema de dois turnos, atribuindo ao partido vencedor um bónus de maioria de 54% dos assentos da Câmara Baixa. Junto com uma proposta de reforma constitucional que teria removido o poder da câmara alta de demitir governos, isso também teria introduzido uma eleição direta de facto do primeiro-ministro, aproximando a forma de governo de um sistema de primeiro-ministro.
Após um referendo em 2015, a Constituição da Arménia foi reformada, transformando o país de um sistema semi-presidencialista em parlamentar; a Constituição emendada exige que a lei eleitoral para a Assembleia Nacional, que deve ser baseada na representação proporcional, garanta a existência de uma maioria no governo, possivelmente por meio de um sistema de dois turnos. A eleição geral de 2017 usou representação proporcional; se nenhuma coligação partidária obtiver a maioria dos votos válidos, é realizado um segundo turno entre as duas forças políticas que obtiveram os melhores resultados no primeiro turno: o vencedor receberá 54% das cadeiras. Embora isso possa resultar numa eleição direta de facto do primeiro-ministro, a duração da legislatura e do governo não se confunde, como seria necessário num sistema semiparlamentar. 

## Países com o sistema semiparlamentar

### Historicamente
- Israel (1996-2001)